# Another Brick in the Wall
"Another Brick in the Wall" é uma faixa do álbum The Wall, da banda inglesa Pink Floyd. É dividida em três partes, sendo elas "Parte I", "Parte II" e "Parte III", todas compostas pelo baixista Roger Waters.
A "Parte II" foi lançada como single, o primeiro de Pink Floyd no Reino Unido desde "Point Me at the Sky" (1968). Tornou-se o único single número um no Reino Unido, Estados Unidos, Alemanha Ocidental e muitos outros países, e vendeu mais de quatro milhões de cópias em todo o mundo. Ele foi nomeado para um Grammy e é o número 384 na Lista das 500 melhores canções de todos os tempos da Revista Rolling Stone.
A "Parte II" da música é muito conhecida, principalmente por seu primeiro verso "We don't need no education..." e foi um dos maiores hits da banda, alcançando o primeiro lugar das paradas norte-americanas, inglesas e de diversos outros países. Em resumo, ela critica o rígido sistema educacional britânico, especialmente de internatos, em que os professores eram extremamente autoritários e não estimulavam o pensamento crítico dos alunos.
No Brasil, chegou a ser a segunda canção mais tocada nas rádios em 1980.

## Sobre as músicas
Sobre o arranjo, todas as três músicas são em Ré menor, possuindo a mesma velocidade, a mesma melodia vocal e uma sequência parecida de acordes. Contudo, elas não são consecutivas - entre a Parte I e a Parte II, há "The Happiest Days of Our Lives" e entre a Parte II e a Parte III, há desde "Mother" até "Don't Leave Me Now".

### Parte I
A Parte I é a mais "leve". Sobressaem nessa parte riffs de guitarra com delay, que percorrem a música inteira, apenas cobertos pelos calmos vocais de Waters. No final das letras, há uma parte mais agitada, que logo se acalma e a música segue em um calmo solo de guitarra até o fim, com os sons de helicóptero que abrem "The Happiest Days of Our Lives".

### Parte II
A Parte II é famosa tanto por sua letra quanto pelo seu peculiar riff de guitarra. A música é constituída, basicamente, por guitarras base, baixo e bateria simples e limpos. O destaque fica para o vocal, especialmente o das crianças da Islington Green School (escola perto do Britannia Row) no segundo verso e refrão da música e também há destaque para sua famosa letra.

#### Versão cinematográfica e clipe musical
Na versão cinematográfica de The Wall, Pink imagina vários estudantes marchando ao ritmo da música, voltando-se para uma máquina da qual se transforma clones vazios com uma face de barro sem qualquer distinção um do outro. Esses estudantes caem em um moedor de carne e saem como salsichas. Durante o solo de Gilmour, as crianças destroem a escola, a incendiando, arrastando seus professores para fora da escola entre golpes e gritos. A música termina com Pink esfregando a mão, depois que o professor bate nele com uma régua. Esta versão cinematográfica foi utilizada como um clipe nos canais MTV e VH1.
Antes da realização do filme, um videoclipe foi preparado, dirigido por Gerald Scarfe, os alunos são vistos correndo em um playground e o boneco do professor usado na The Wall Tour. O vídeo também foi mixado em algumas cenas animadas e usado em "The Trial" e "Waiting for the Worms". De acordo com o site da BBC, as crianças que cantaram em "Another Brick in the Wall (Part 2)" não puderam aparecer no vídeo porque não tinham os Cartões de Equidade.

### Parte III
Um pouco menos conhecida, a Parte III é caracterizada por seus vocais e guitarras agressivos em tom de protesto.

A faixa começa com sons de vidro sendo espatifado, seguido de explosões de guitarras com bastante distorção e efeitos, vocais e pratos de bateria. Termina com o refrão "All in all it was all just bricks in the wall", seguido de uma breve calmaria com alguns efeitos e um calmo riff de baixo, que vai tomando forma e prevalece na faixa seguinte, "Goodbye Cruel World", a qual encerra o primeiro disco do álbum.

## Ficha Técnica
- Roger Waters - baixo, vocais, guitarra na "Parte III"
- David Gilmour - guitarras, vocais na "Parte II", vocais harmônicos na "Parte I", sintetizadores na "Parte III"
- Nick Mason - bateria na "Parte II" e na "Parte III"
- Rick Wright - sintetizador na "Parte I", piano elétrico na "Parte I", órgão Hammond na "Parte II" e na "Parte III"
- Estudantes da Islington Green School - coro na "Parte II"

## Paradas Musicais e Certificações
| Parada Musical (1979–1980)                       | Posição |
| ------------------------------------------------ | ------- |
| Austrália (Kent Music Report)[carece de fontes?] | 1       |
| Áustria (Ö3 Austria Top 75)                      | 1       |
| Bélgica (Ultratop 50 de Flandres)                | 2       |
| Canadá RPM Top Singles                           | 1       |
| Dinamarca (Hitlisten)[carece de fontes?]         | 1       |
| Finlândia (Suomen virallinen lista)              | 1       |
| França (SNEP)                                    | 1       |
| Irlanda (IRMA)                                   | 1       |
| Israel Singles Chart                             | 1       |
| Itália (FIMI)                                    | 2       |
| Países Baixos (Dutch Top 40)                     | 3       |
| Países Baixos (Single Top 100)                   | 4       |
| Nova Zelândia (Recorded Music NZ)                | 1       |
| Noruega (VG-lista)                               | 1       |
| Portugal Singles Chart                           | 1       |
| África do Sul                                    | 1       |
| Espanha (PROMUSICAE)                             | 2       |
| Suécia (Sverigetopplistan)                       | 1       |
| Suíça (Schweizer Hitparade)                      | 1       |
| Reino Unido (UK Singles Chart)                   | 1       |
| Estados Unidos (Billboard Hot 100)               | 1       |

| Parada Musical (2012) | Posição |
| --------------------- | ------- |
| França (SNEP)         | 118     |

| Parada Musical (1980) | Posição |
| --------------------- | ------- |
| US Billboard Hot 100  | 2       |

| País (Órgão)          | Certificação   | Vendas      |
| --------------------- | -------------- | ----------- |
| França (SNEP)         | ouro           | 841.000 +   |
| Alemanha (BVMI)       | ouro           | 250.000 +   |
| Itália (FIMI)         | ouro           | 15.000 +    |
| Espanha (PROMUSICAE)  | ouro           | 50.000 +    |
| Reino Unido (BPI)     | platina        | 1.080.000 + |
| Estados Unidos (RIAA) | platina + ouro | 1,500,000 + |
| TOTAL                 |                | 3,711,000 + |

## Covers de Korn
A banda norte-americana Korn lançou uma versão da canção na compilação Greatest Hits Vol.1, que consiste nas três partes de "Another Brick in the Wall" e "Goodbye Cruel World". Foi o seu último single com o guitarrista Brian "Head" Welch. "Another Brick in the Wall" tornou-se parte habitual dos setlists dos Korn em 2004 e 2005, sendo tocada antes dos encores, com Jonathan Davis a carregar uma tocha durante a 1ª parte.
Esta cover foi também lançada na compilação "Live and Rare" em 2006. Foi realizado um vídeo para o single gravado durante um concerto no Projekt Revolution Tour 2004, dirigido por Bill Yukich, e lançado a 12 de Novembro de 2004. A parte II foi tocada também na turnê "Appetite For Democracy" da banda Guns N' Roses, e também foi lançada no DVD(e também Blue-Ray) da banda com o mesmo nome da turnê, o que seria uma comemoração, dos 4 anos do ultimo álbum "Chinese Democracy" e os 25 anos do primeiro"Appetite For Destruction".